# Landfried (Böhmen)
Der Landfried (tschechisch Landfrýd) war ein 1440 gegründeter Friedensbund ostböhmischer Adeliger.

## Geschichte
Nach dem Tod des böhmischen Königs Albrecht II. 1439 schlossen sich am 17. März 1440 ostböhmische Adelige zu einem Landfriedensbund zusammen. Ihm gehörten die östlich von Prag liegenden altböhmischen Kreise Königgrätz, Chrudim, Kaurim und Čáslav an.
Ziel und Zweck der Friedensvereinigung waren die Stabilisierung der politischen Verhältnisse sowie die Realisierung eines friedlichen Zusammenlebens, das durch die Verfolgung und Beseitigung des Raubrittertums und anderer krimineller Übergriffe wie Straßenraub, Fehden und Plünderungen erreicht werden sollte. Geleitet wurde der Landfried von Hynek Ptáček von Pirkstein. Er war Verweser der böhmischen Königsstädte sowie höchster Hof- und Münzmeister Böhmens und gehörte zu den Gegnern des Königs Albrecht II. 1441 trat auch Hynek Kruschina von Lichtenburg, Pfandherr des Glatzer Landes dem Landfried bei. Im selben Jahr formierte sich eine Koalition des Landfrieds, der Stadt Prag, der altböhmischen Kreise Pilsen und Prachiner Kreis sowie der Schlesier und belagerte die ostböhmischen Besitzungen des ehemaligen Taboritenhauptmanns Jan Kolda von Žampach, der ein berüchtigter Raubritter war. Vermutlich nach Hynek Ptáčeks Tod 1444 wurde der Landfried aufgelöst.